# Operación Frequent Wind
La Operación Frequent Wind fue la fase final de la evacuación del personal estadounidense y los survietnamitas «en riesgo» de Saigón, capital de Vietnam del Sur, antes de la toma de la ciudad por las tropas del Viet Cong y de Vietnam del Norte en el transcurso de la caída de Saigón. La operación se desarrolló entre el 29 y el 30 de abril de 1975, durante los últimos días de la guerra de Vietnam. Más de 7000 personas fueron evacuadas en helicóptero desde varios puntos de Saigón, un puente aéreo que dejó fotografías y filmaciones que quedarían grabadas en el imaginario colectivo, especialmente en el estadounidense, como epílogo de la derrota del país. Está considerada la evacuación con helicópteros más grande de la historia.
Los planes de evacuación ya eran procedimientos contemplados por las embajadas estadounidenses. A principios de marzo, ya se había empezado la evacuación de personal civil a países vecinos con aviones que despegaban desde el aeropuerto de Tan Son Nhat. A mediados de abril, el deterioro de la situación hizo que los planes de contingencia ya contemplaran una posible evacuación con el uso masivo de helicópteros. A medida que se acercaba el inminente colapso del frente, la Task Force 76 de la 7.ª Flota de Estados Unidos se reunió frente a las costas de Vũng Tàu para apoyar la evacuación y brindar apoyo aéreo si este fuera necesario. Durante la evacuación no fue necesario el apoyo aéreo, debido a que los norvietnamitas detuvieron su avance durante una semana a las afueras de Saigón, con el fin de evitar una confrontación directa con Estados Unidos al permitir la evacuación estadounidense sin apenas oposición y a la espera de que el gobierno de Vietnam del Sur colapsase por sí solo.
El 28 de abril, la base aérea de Tan Son Nhat, cerca del aeropuerto, fue bombardeada con artillería y ataque aéreos de la Fuerza Aérea Popular Vietnamita. La evacuación con aviones finalizó y comenzó la operación Frequent Wind. La evacuación se desarrolló principalmente en el complejo del DAO desde las 14:00 horas de la tarde del 29 de abril y terminó esa misma noche con pequeños daños en las armas ligeras de los helicópteros. La embajada de Estados Unidos en Saigón tenía la intención de ser un punto de evacuación secundario, exclusivo para el personal de la embajada, pero pronto se vio abrumada por miles de survietnamitas desesperados que se agolpaban en sus puertas esperando ser evacuados. La evacuación de la embajada finalizó a las 07:53 del 30 de abril, sin embargo, algunos estadounidenses permanecieron voluntariamente en la embajada o quedaron atrás, junto a otros 400 nacionales de terceros países.
Miles de survietnamitas, principalmente funcionarios del gobierno de Vietnam del Sur y colaboracionistas de Estados Unidos, fueron evacuados, junto a sus familias, por mar y aire. Con el colapso de Vietnam del Sur, numerosos botes, barcos e incluso helicópteros o aviones militares robados por oficiales survietnamitas, navegaron o volaron a la flota de evacuación. Los helicópteros que llegaban comenzaron a obstruir las cubiertas de los barcos y muchos se arrojaron por la borda para permitir nuevos aterrizajes. A los pilotos de otros helicópteros se les indicaba que debían aterrizar, desembarcar a los civiles y a continuación despegar de nuevo y tirarse al mar, donde serían rescatados. Mientras que en la evacuación previa con aviones desde el aeropuerto de Tan Son Nhat se había logrado evacuar a 50.493 personas —incluidos 2678 vietnamitas huérfanos—, en «Frequent Wind» se evacuó a 1373 estadounidenses y a 5595 vietnamitas y de otras nacionalidades en helicóptero. En total, el número de vietnamitas evacuados en esta u otras operaciones y que acabaron en Estados Unidos como refugiados ascendió a 138.869 personas. La operación fue también el bautismo de fuego del caza supersónico Grumman F-14 Tomcat.